# Turmhügel Nassanger Weiher
Der Turmhügel Nassanger Weiher ist eine abgegangene mittelalterliche Turmhügelburg (Motte) am Nassanger Weiher bei Trieb, einem Gemeindeteil von Lichtenfels im Landkreis  Lichtenfels in Bayern.
Von der ehemaligen Burganlage ist nur noch der Turmhügel erhalten.